# Sid Meier's Alpha Centauri
Sid Meier's Alpha Centauri là tựa game thuộc thể loại 4X, được coi là phần tiếp theo mang tính tinh thần của dòng game Civilization. Lấy bối cảnh khoa học viễn tưởng của thế kỷ 22, trò chơi bắt đầu khi bảy phe phái ý thức hệ cạnh tranh đổ bộ lên hành tinh Chiron ("Hành tinh") trong hệ ngôi sao Alpha Centauri. Khi trò chơi phát triển, tình cảm ngày càng tăng của Planet trở thành một trở ngại đáng gờm đối với thực dân loài người.
Sid Meier, nhà thiết kế của Civilization, và Brian Reynold, nhà thiết kế của Civilization II, đã phát triển Alpha Centauri sau khi họ rời MicroProse để tham gia Firaxis Games mới được tạo ra. Electronic Arts đã phát hành cả Alpha Centauri và bản mở rộng của nó, Alien Crossfire của Sid Meier, vào năm 1999. Năm sau, Aspyr Media chuyển cả hai tựa game sang Classic Mac OS trong khi Loki Software chuyển chúng sang Linux.
Trò chơi của Civilization II, bao gồm nhiều chế độ đồng thời, kỹ thuật xã hội, khí hậu, các đơn vị tùy chỉnh, cuộc sống bản địa ngoài hành tinh, các tùy chọn ngoại giao và gián điệp bổ sung, các cách khác để giành chiến thắng và khả năng mod cao hơn. Alien Crossfire giới thiệu năm phe mới của con người và hai phe không phải con người, cũng như các công nghệ bổ sung, cơ sở vật chất, dự án bí mật, cuộc sống bản địa, khả năng đơn vị và điều kiện chiến thắng.
Trò chơi đã nhận được nhiều lời khen ngợi từ giới phê bình, được so sánh thuận lợi với Civilization II. Các nhà phê bình ca ngợi cốt truyện khoa học viễn tưởng của nó (so sánh cốt truyện với các tác phẩm của Stanley Kubrick, Frank Herbert, Arthur C. Clarke và Isaac Asimov), cách viết trong trò chơi, diễn xuất bằng giọng nói, các đơn vị tùy chỉnh do người dùng tạo ra và độ sâu của cây công nghệ. Alpha Centauri cũng giành được một số giải thưởng cho trò chơi hay nhất trong năm và trò chơi chiến lược hay nhất trong năm.

## Tóm tắt

### Khung cảnh
Chiến thắng cuộc đua không gian trong loạt Civilization kết thúc bằng hành trình đến Alpha Centauri. Bắt đầu với tiền đề đó, câu chuyện kể về Alpha Centauri bắt đầu từ thế kỷ 22, sau khi Liên Hợp Quốc gửi "Thống nhất", một sứ mệnh thuộc địa, đến hành tinh Chiron ("Hành tinh" của Alpha Centauri). Không biết đến con người, người ngoài hành tinh tiên tiến ("Tiên sinh") đã tiến hành thí nghiệm trong các hệ thần kinh phân tán rộng lớn, đỉnh cao là hệ thống thần kinh hiện tại có kích thước sinh quyển hành tinh ("Manifold") trên Chiron, để lại các khối đá và hành tinh trên Hành tinh tăng trưởng của hệ thống. Ngay trước khi bắt đầu trò chơi, một lò phản ứng gặp trục trặc trên tàu vũ trụ Unity đánh thức phi hành đoàn và thực dân sớm và cắt đứt liên lạc với Trái Đất. [4] Sau khi thuyền trưởng bị ám sát, các nhà lãnh đạo quyền lực nhất trên tàu xây dựng các phe phái ý thức hệ với những người theo dõi tận tụy, các chương trình nghị sự mâu thuẫn cho tương lai của nhân loại và các cam kết "cực kỳ nghiêm trọng". Khi con tàu vỡ ra, bảy quả thoát hiểm, mỗi quả chứa một phe, nằm rải rác trên Hành tinh.
Trong gói mở rộng Alien Crossfire, người ta biết rằng các thí nghiệm ngoài hành tinh trước đó đã dẫn đến hậu quả thảm khốc tại Tau Ceti, tạo ra một chu kỳ tiến hóa hàng trăm triệu năm kết thúc bằng việc xóa bỏ đời sống động vật phức tạp nhất trong một số hệ thống sao có người ở lân cận. Sau thảm họa (được các Tiên tri gọi là "Hoa Ceti ra hoa"), các Tiên sinh đã chia thành hai phe: Người chăm sóc Manifold, phản đối thử nghiệm tiếp theo và dành riêng để ngăn chặn Sự ra hoa khác; và Manifold Usurpers, ủng hộ thử nghiệm thêm và dự định tạo ra một loài hoa có kiểm soát trong hành tinh Alpha Centauri. Trong Alien Crossfire, các phe phái này cạnh tranh cùng với các phe phái của con người để kiểm soát vận mệnh của Hành tinh.

### Phe nhóm
Trò chơi tập trung vào các thủ lĩnh của bảy phe, được người chơi chọn từ 14 thủ lĩnh có thể trong Alpha Centauri và Alien Crossfire, và Planet (do Alena Kanka lồng tiếng). [8] Người chơi điều khiển một trong những người lãnh đạo và cạnh tranh với những người khác để xâm chiếm và chinh phục Hành tinh, được đặc trưng bởi "vùng đồng bằng màu đỏ lăn" (nấm) và "dải màu xanh lá cây cô đơn". Các nhân vật được phát triển từ chân dung của các nhà lãnh đạo phe phái, những lời độc thoại được nói đi kèm với những khám phá khoa học và "những bức ảnh ở góc của một liên kết - thị trấn quê hương, những bước đầu tiên, tình yêu đầu tiên, gia đình, tốt nghiệp, phi thuyền."
Menu trong trò chơi cung cấp cho các phe phái các chương trình như Dân chủ xanh (Gaians), Nhà nước cảnh sát vô thần (Hive), Nghiên cứu và lưu chuyển thông tin miễn phí (Đại học), Ngành kinh tế thị trường tự do / Chuyên nghiệp (Morganites), Quyền giữ và cầm vũ khí (Spartans), Đời sống thờ cúng tôn giáo (Tín đồ), và Lý tưởng và Dân chủ Nhân đạo (Những người gìn giữ hòa bình). Việc mở rộng được đưa ra như Tính khách quan hợp lý (Cyborgs), Cướp bóc và đốt cháy (Cướp biển), Giải phóng tầng lớp lao động (Drone), Luồng thông tin tự do (Thiên thần dữ liệu), Đưa hành tinh trở về trạng thái nguyên sơ (Hành tinh sùng bái), Ngăn chặn siêu việt (Hành tinh sùng bái), Ngăn chặn siêu việt (Hành tinh) Người chăm sóc / người ngoài hành tinh) và hành tinh lật đổ cho sự thống trị của thiên hà (Usurpers / người ngoài hành tinh).

### Nội dung
Câu chuyện mở ra thông qua video giới thiệu, giải thích về công nghệ mới, video thu được để hoàn thành các dự án bí mật, xen kẽ và cắt cảnh. Cuộc sống bản địa bao gồm chủ yếu là các ký sinh ngoài hành tinh giống giun đơn giản và một loại nấm đỏ lây lan nhanh chóng qua các bào tử. Loại nấm này rất khó để vượt qua, cung cấp khả năng tàng hình cho kẻ thù, cung cấp ít tài nguyên và sinh ra "những con giun" tấn công các trung tâm dân số và các đơn vị quân đội bằng cách ký sinh tự nhiên. Mindworms cuối cùng có thể bị bắt và nhân giống trong điều kiện nuôi nhốt và được sử dụng như những sinh vật khủng bố, và cuối cùng người chơi phát hiện ra rằng nấm và giun tâm có thể suy nghĩ tập thể.
Một giọng nói xâm nhập vào giấc mơ của người chơi và sớm thức dậy, đe dọa nhiều cuộc tấn công hơn nếu ô nhiễm công nghiệp và địa hình của thực dân không bị đảo ngược. Người chơi phát hiện ra rằng Planet là một sinh vật sống nửa người nửa ngủ đông, sẽ sớm trải qua một biến thái sẽ phá hủy toàn bộ cuộc sống của con người. Để chống lại mối đe dọa này, người chơi hoặc một phe máy tính xây dựng dự án bí mật "The Voice of Alpha Centauri", kết nối một cách giả tạo hệ thống thần kinh phân tán của Planet vào Datalinks của con người, trì hoãn sự biến thái của Planet thành sự tự nhận thức hoàn toàn của nó nhưng tăng lên sự thông minh tối đa của nó cho phép nó truy cập vào tất cả kiến thức tích lũy của nhân loại. Cuối cùng, người chơi hoặc một phe máy tính chấp nhận "Tăng lên siêu việt", trong đó con người cũng tham gia bộ não của họ với sinh vật tổ ong trong sự biến thái của nó thành thần. Do đó, Alpha Centauri khép lại "với một niềm hy vọng và tự hỏi thay cho chiến thắng được mong đợi", trấn an "rằng các sự kiện của trò chơi là toàn bộ tương lai của loài người, nhưng chỉ là một bước nữa.

## Lối chơi
Alpha Centauri, một trò chơi chiến lược theo lượt với bối cảnh khoa học viễn tưởng, được chơi từ góc độ đẳng cự. Nhiều tính năng trò chơi từ Civilization II có mặt, nhưng được đổi tên hoặc điều chỉnh một chút: người chơi thiết lập căn cứ (thành phố của Civilization II), xây dựng cơ sở (tòa nhà) và các dự án bí mật (Kỳ quan thế giới), khám phá lãnh thổ, nghiên cứu công nghệ và chinh phục các phe phái khác (nền văn minh). Ngoài việc chinh phục tất cả các phe phái không liên minh, người chơi cũng có thể giành chiến thắng bằng cách lấy phiếu từ ba phần tư tổng dân số (tương tự như chiến thắng Ngoại giao của Civilization IV), "dồn vào thị trường năng lượng toàn cầu", hoàn thành dự án bí mật Ascent to Transcendence, hoặc cho các phe ngoài hành tinh, xây dựng sáu Máy phát không gian con.
Bản đồ chính (hai phần ba trên của màn hình) được chia thành các ô vuông, trên đó người chơi có thể thiết lập căn cứ, di chuyển các đơn vị và tham gia chiến đấu. Thông qua việc xác định địa hình, người chơi có thể sửa đổi các hiệu ứng của các ô vuông bản đồ riêng lẻ về di chuyển, chiến đấu và tài nguyên. Tài nguyên được sử dụng để nuôi sống dân cư, xây dựng các đơn vị và cơ sở, và cung cấp năng lượng. Người chơi có thể phân bổ năng lượng giữa nghiên cứu vào công nghệ mới và dự trữ năng lượng. Không giống như Civilization II, công nghệ mới cấp quyền truy cập vào các thành phần đơn vị bổ sung thay vì các đơn vị được thiết kế sẵn, cho phép người chơi thiết kế và tái thiết kế các đơn vị theo sự ưu tiên của phe họ. Dự trữ năng lượng cho phép người chơi nâng cấp các đơn vị, duy trì cơ sở vật chất và cố gắng giành chiến thắng theo kịch bản Thị trường năng lượng toàn cầu. Căn cứ là các điểm mạnh và mục tiêu quân sự quan trọng đối với tất cả các chiến lược chiến thắng. Họ sản xuất các đơn vị quân đội, xây dựng dân số, thu thập năng lượng và xây dựng các dự án bí mật và Máy phát điện Subspace. Các cơ sở và các dự án bí mật cải thiện hiệu suất của các căn cứ riêng lẻ và của toàn bộ phe.
Ngoài việc tạo địa hình, tối ưu hóa hiệu suất cơ sở cá nhân và xây dựng các dự án bí mật, người chơi cũng có thể có lợi cho phe phái của mình thông qua kỹ thuật xã hội, các nhóm thăm dò và ngoại giao. Kỹ thuật xã hội sửa đổi các phần thưởng và hình phạt dựa trên ý thức hệ bắt buộc bởi sự lựa chọn phe phái của người chơi. Các đội thăm dò có thể phá hoại và đánh cắp thông tin, đơn vị, công nghệ và năng lượng từ căn cứ của kẻ thù, trong khi ngoại giao cho phép người chơi tạo liên minh với các phe phái khác. Nó cũng cho phép thương mại hoặc chuyển giao các đơn vị, căn cứ, công nghệ và năng lượng. Hội đồng hành tinh, tương tự như Hội đồng Bảo an Liên Hợp Quốc, thực hiện các hành động trên toàn hành tinh và xác định chiến thắng dân số.
Ngoài những tiến bộ công nghệ tương lai và các dự án bí mật, trò chơi bao gồm cuộc sống ngoài hành tinh, cấu trúc và máy móc. "Xenofungus" và "nấm biển" cung cấp các hình phạt về di chuyển, chiến đấu và tài nguyên, cũng như che giấu cho "giun tâm" và "bệ phóng bào tử". Bất động "tháp nấm" sinh sản bản địa. Cuộc sống bản địa, bao gồm "Đảo sâu" và "Hải cẩu" trên không và "Locust of Chiron" trên không, sử dụng chiến đấu psionic, một hình thức chiến đấu xen kẽ mà bỏ qua vũ khí và áo giáp. Đơn vị sửa chữa nguyên khối và cung cấp tài nguyên; hiện vật mang lại công nghệ mới và đẩy nhanh các dự án bí mật; cột mốc cung cấp tiền thưởng tài nguyên; và các sự kiện ngẫu nhiên thêm nguy hiểm và cơ hội. Sự phát triển quá mức dẫn đến sự nở hoa của nấm phá hủy và cuộc sống bản địa mới.
Alpha Centauri cung cấp chế độ một người chơi và hỗ trợ tùy chỉnh và nhiều người chơi. Người chơi có thể tùy chỉnh trò chơi bằng cách chọn các tùy chọn ở đầu trò chơi, sử dụng các trình chỉnh sửa kịch bản và bản đồ tích hợp và sửa đổi các tệp trò chơi của Alpha Centauri. Ngoài lựa chọn bảy phe (hoặc 14 trong Alien Crossfire), các tùy chọn trước trò chơi bao gồm trò chơi kịch bản, bản đồ ngẫu nhiên tùy chỉnh, mức độ khó và quy tắc trò chơi bao gồm điều kiện chiến thắng, kiểm soát nghiên cứu và kiến thức bản đồ ban đầu. Trình chỉnh sửa kịch bản và bản đồ cho phép người chơi tạo các kịch bản và bản đồ tùy chỉnh. Các quy tắc cơ bản, hộp thoại ngoại giao và khả năng bắt đầu của phe phái nằm trong các tệp văn bản, "các nhà thiết kế đã cố gắng hết sức để dễ dàng sửa đổi..., ngay cả đối với những người không lập trình." Alpha Centauri hỗ trợ chơi qua email ("PBEM") và chế độ TCP / IP có chuyển động đồng thời và giới thiệu đàm phán trực tiếp giữa người chơi với người chơi, cho phép giao dịch công nghệ, năng lượng, bản đồ và các yếu tố khác không bị giới hạn.

## Phát triển

### Cảm hứng
Năm 1996, MicroProse đã phát hành Civilization II được ca ngợi, được thiết kế bởi Brian Reynold. Spectrum Holobyte, người sở hữu MicroProse vào thời điểm đó, đã chọn hợp nhất doanh nghiệp của họ dưới tên MicroProse, chuyển công ty từ Maryland đến California vào thời điểm trò chơi xuất xưởng, và sa thải một số nhân viên của MicroProse. Những bất đồng giữa ban quản lý mới và nhân viên của nó đã khiến Reynold, Jeff Briggs và Sid Meier (người thiết kế nền văn minh gốc) rời khỏi MicroProse và tìm thấy Firaxis. Mặc dù không thể sử dụng tài sản trí tuệ tương tự như Civilization II, công ty mới cảm thấy rằng người chơi muốn "một bản hùng ca mới của trò chơi theo lượt". Cho đến khi hoàn thành một trò chơi về lịch sử loài người cho đến hiện tại, họ muốn có một chủ đề mới mẻ và chọn khoa học viễn tưởng.
Không có kinh nghiệm trước đây trong các trò chơi khoa học viễn tưởng, các nhà phát triển tin rằng lịch sử trong tương lai là bước đột phá đầu tiên phù hợp. Đối với các yếu tố khám phá và làm địa hình một thế giới xa lạ, họ đã chọn một tình huống gần như hợp lý của một sứ mệnh của con người để xâm chiếm các nước láng giềng và phe phái gần nhất của hệ mặt trời. Reynold đã nghiên cứu khoa học viễn tưởng cho văn bản của trò chơi. Cảm hứng của ông bao gồm "các tác phẩm khoa học viễn tưởng kinh điển", bao gồm The Jesus Incident và Hellstrom's Hive của Frank Herbert, A Fire Over the Deep của Vernor Vinge và The Mote in God Eye của Larry Niven và Jerry Pournelle cho các chủng tộc ngoài hành tinh; Sao Hỏa đỏ của Kim Stanley Robinson, Slant của Greg Bear và Câu chuyện có thật về công nghệ và khoa học trong tương lai của Stephen R. Donaldson; và Dune của Herbert và Bear's Anvil of Stars vì những tương tác tiêu cực giữa con người.
Alpha Centauri bắt đầu nắm bắt toàn bộ tương lai của nhân loại, bao gồm công nghệ, chiến tranh tương lai, phát triển kinh tế và xã hội, tương lai của tình trạng con người, tâm linh và triết học. Reynold cũng nói rằng "đưa triết lý vào trò chơi" là một trong những điểm hấp dẫn của trò chơi. Tin tưởng khoa học viễn tưởng tốt phát triển mạnh về sự ràng buộc, các nhà phát triển đã bắt đầu với các công nghệ trong tương lai gần. Khi họ tiến tới tương lai, họ đã cố gắng đưa ra một bức tranh mạch lạc, hợp lý và chi tiết về những phát triển trong tương lai về vật lý, sinh học, công nghệ thông tin, kinh tế, xã hội, chính phủ và triết học. Các hệ sinh thái ngoài hành tinh và trí thông minh bí ẩn đã được tích hợp vào Alpha Centauri khi các "lực lượng tự nhiên" bên ngoài dự định đóng vai trò là bánh đà cho câu chuyện hậu trường và là chất xúc tác cho nhiều trí tuệ của người chơi. Chris Pine, người tạo ra bản đồ Hành tinh trong trò chơi, đã cố gắng làm cho Hành tinh trông giống như một hành tinh thực, dẫn đến bằng chứng về hành động kiến tạo. Một mối quan tâm khác là Planet phù hợp với câu chuyện, dẫn đến việc nấm được kết nối trên khắp các châu lục, vì nó được cho là một mạng lưới thần kinh khổng lồ.
Thổ địa là một kết quả tự nhiên của việc xâm chiếm một thế giới xa lạ. Nguyên mẫu đầu tiên có thể chơi được chỉ là một trình tạo bản đồ kiểm tra sự thay đổi khí hậu trong trò chơi. Điều này đòi hỏi các nhà thiết kế phải tạo ra một chương trình xây dựng thế giới và mô hình khí hậu mạnh hơn nhiều so với bất kỳ điều gì họ đã làm trước đây. Các kiểu nhiệt độ, gió và lượng mưa được mô hình hóa theo cách cho phép người chơi thực hiện các thay đổi: ví dụ: tạo một đường vân và sau đó xem các hiệu ứng. Ngoài việc nâng cao địa hình, người chơi còn có thể chuyển hướng các dòng sông, đào những lỗ khoan khổng lồ vào lớp phủ của hành tinh và làm tan chảy những tảng băng.
Ngoài những tiến bộ khoa học, các nhà thiết kế đã suy đoán về sự phát triển trong tương lai của xã hội loài người. Các nhà thiết kế cho phép người chơi quyết định một loạt các lựa chọn giá trị và chọn một lập trường "tàn nhẫn", "ôn hòa" hoặc "duy tâm". Reynold cho biết các nhà thiết kế không quảng bá một câu trả lời "đúng" duy nhất, thay vào đó, đưa ra mỗi lựa chọn giá trị hậu quả tích cực và tiêu cực. Thiết kế này nhằm buộc người chơi "nghĩ" và làm cho trò chơi trở nên "gây nghiện". Ông cũng nhận xét rằng bản chất hư cấu của Alpha Centaur cho phép họ vẽ nhân vật của mình "sắc nét và khác biệt hơn nhiều so với sự mờ ảo tự nhiên và màu xám của lịch sử". Chiron, tên của hành tinh, là tên của nhân mã không dã man duy nhất trong thần thoại Hy Lạp và là một người truyền thuyết và giáo viên quan trọng cho nhân loại. Tên này cũng bày tỏ lòng tôn kính với tiểu thuyết opera không gian năm 1982 của James P. Hogan từ Yesteryear, trong đó một thuộc địa của con người được trồng nhân tạo bởi một tàu thăm dò tự động trên một hành tinh mà sau đó được thực dân đặt tên là Chiron. Trong trò chơi, Chiron có hai mặt trăng, được đặt theo tên của nhân mã Nessus và Pholus, với lực thủy triều kết hợp của Mặt trăng Trái đất và là hành tinh thứ hai từ Alpha Centauri A, hành tinh trong cùng là hành tinh giống như sao Thủy được đặt theo tên của nhân mã Diễu hành. Alpha Centauri B cũng được mệnh danh là Hercules, ám chỉ việc anh ta giết một số nhân mã trong thần thoại và là ngôi sao thứ hai ngăn chặn sự hình thành của các hành tinh lớn hơn. Sự xuất hiện trên Chiron được gọi là "Planetfall", là một thuật ngữ được sử dụng trong nhiều tiểu thuyết khoa học viễn tưởng, bao gồm loạt Lịch sử Tương lai của Robert A. Heinlein, và trò chơi phiêu lưu viễn tưởng tương tác nổi tiếng của Infocom. Khái niệm về điểm kỳ dị công nghệ của Vernor Vinge là nguồn gốc của khái niệm Siêu việt. Các đoạn phim cắt cảnh của trò chơi sử dụng cách dựng phim video trực tiếp, CGI hoặc cả hai; hầu hết trước đây là từ tài liệu thử nghiệm năm 1992 Baraka.

### Alpha Centauri
Vào tháng 7 năm 1996, Firaxis bắt đầu làm việc trên Alpha Centauri, với Reynold đứng đầu dự án. Meier và Reynold đã viết mã nguyên mẫu có thể chơi được và Jason Coleman đã viết những dòng đầu tiên của các thư viện phát triển. Bởi vì sự phát triển của Gettysburg chiếm phần lớn thời gian của Firaxis, các nhà thiết kế đã dành năm đầu tiên tạo ra các ý tưởng cơ bản. Đến cuối năm 1996, các nhà phát triển đã chơi game trên nguyên mẫu và đến giữa năm sau, họ đã làm việc trên một công cụ nhiều người chơi. Mặc dù Firaxis có ý định hỗ trợ nhiều người chơi trong các trò chơi của mình, một mục tiêu quan trọng là tạo ra các trò chơi có chiều sâu và tuổi thọ ở chế độ chơi đơn vì họ tin rằng phần lớn người chơi dành phần lớn thời gian để chơi theo cách này. Reynold cảm thấy rằng các đối thủ máy tính thông minh là một phần không thể thiếu của một trò chơi máy tính cổ điển và coi đó là một thách thức để biến chúng thành như vậy.  Các trò chơi trước đây của Reynold đã bỏ qua hỗ trợ internet vì ông tin rằng các trò chơi theo lượt phức tạp với nhiều tùy chọn người chơi và cơ hội cho người chơi nhập vào rất khó để tạo điều kiện trực tuyến.
Reynold nói rằng nguyên tắc quan trọng nhất của thiết kế trò chơi là để nhà thiết kế chơi trò chơi khi nó được phát triển; Reynold tuyên bố rằng đây là cách mà trí thông minh nhân tạo (AI) tốt được xây dựng. Cuối cùng, anh ta sẽ theo dõi các quyết định mà anh ta đưa ra và tại sao anh ta đưa ra khi chơi trò chơi. Nhà thiết kế cũng theo dõi những gì người chơi máy tính đã làm, chú ý các hành động "ngu ngốc" và cố gắng khám phá lý do tại sao máy tính tạo ra chúng. Reynold sau đó đã dạy cho máy tính quá trình suy luận của mình để AI có thể tìm thấy sự lựa chọn đúng đắn khi đưa ra một số khả năng hấp dẫn. Ông nói rằng AI cho các nhân cách ngoại giao là điều tốt nhất ông đã làm cho đến thời điểm đó.
Doug Kaufman, đồng thiết kế của Civilization II, được mời tham gia phát triển với tư cách là người cân bằng trò chơi. Reynold đã trích dẫn sự cân bằng của Alpha Centauri cho cảm giác cấp bách và nhịp độ bức xúc hơn so với trong trò chơi trước đó của anh ta, Sid Meier's Thuộc địa. Theo nhà sản xuất Timothy Train, trong việc thiết kế điểm mạnh và điểm yếu của các phe phái, mục tiêu là đề xuất, không yêu cầu, một số chiến lược nhất định và cung cấp cho người chơi những điều thú vị và thú vị để làm mà không làm mất cân bằng trò chơi. Anh ta không muốn một phe phụ thuộc vào sức mạnh của nó hay sức mạnh của phe đó sẽ chiếm ưu thế so với phần còn lại. Train cảm thấy rằng niềm vui có nghĩa là phe phái luôn có điều gì đó thú vị với thuộc tính của họ.
Vào khoảng mùa hè năm 1997, các nhân viên bắt đầu nghiên cứu về thực tế khoa học liên quan đến du lịch giữa các vì sao. Cuối năm 1997, Bing Gordon, khi đó là Giám đốc Sáng tạo của Electronic Arts, đã tham gia nhóm và chịu trách nhiệm về Hội đồng Hành tinh, ngoại giao sâu rộng và các địa danh. Vài tháng trước Triển lãm Giải trí Điện tử (E3) năm 1998, nhóm đã kết hợp chiến dịch tiếp thị Khám phá / Khám phá / Xây dựng / Chinh phục vào trò chơi. Trò chơi được công bố vào tháng 5 năm 1998 tại E3.

Vào nửa cuối năm 1998, nhóm nghiên cứu đã tạo ra một giao diện được đánh bóng và tích hợp, viết hướng dẫn sử dụng trò chơi và bản dịch tiếng nước ngoài, vẽ chân dung và địa hình của thủ lĩnh phe phái, chế tạo phương tiện 3D và các bộ phận xe và tạo ra âm nhạc. Michael Ely chỉ đạo các bộ phim Dự án bí mật và tuyển chọn các nhà lãnh đạo phe phái. 25 tình nguyện viên đã tham gia thử nghiệm beta công khai đầu tiên của Firaxis. Những người thử nghiệm beta đã đề xuất các chiến thắng về ngoại giao và kinh tế và các sự kiện ngẫu nhiên.
Có rất nhiều "lần đầu tiên" cho nhóm của chúng tôi trong việc tạo ra Alpha Centauri. Chúng tôi chưa bao giờ thực hiện thử nghiệm beta công khai trước Alpha Centauri và đây cũng là lần đầu tiên chúng tôi phát hành bản demo trước khi trò chơi ra mắt. Vì chúng tôi chưa từng thực hiện trước đây, chúng tôi không biết chính xác những gì mong đợi khi chúng tôi phát hành nó, nhưng hóa ra nó phù hợp với phương pháp thiết kế lặp của Firaxis.
- Brian Reynold về các khía cạnh phát triển Firaxis được giới thiệu trong Alpha Centauri.
Nhóm thiết kế bắt đầu với một trò chơi rất đơn giản. Họ củng cố các khía cạnh "vui vẻ" và sửa chữa hoặc loại bỏ những khía cạnh không thể vui vẻ, một quá trình Sid Meier gọi là "xung quanh niềm vui". Sau khi sửa đổi, họ chơi lại, lặp lại chu kỳ sửa đổi và chơi. Chơi trò chơi nhiều lần và chuyên sâu là một quy tắc tại Firaxis. Trong chế độ chơi đơn, nhóm đã thử các chiến lược cực đoan để tìm ra bất kỳ con đường chắc chắn nào để chiến thắng và để xem tần suất một phe máy tính cụ thể kết thúc ở phía dưới. Mục tiêu là một sản phẩm có chiều sâu, phạm vi, tuổi thọ và tính gây nghiện chưa từng thấy, nơi người chơi luôn bị thách thức bởi trò chơi để đưa ra các chiến lược mới không có phe phái mạnh mẽ hoặc chiến thuật không thể ngăn cản. Theo Reynold, quá trình này đã diễn ra kể từ những ngày đầu của Sid Meier tại Microprose.Tại Firaxis, khi lặp đi lặp lại, họ mở rộng nhóm đưa ra phản hồi, đưa các game thủ bên ngoài với những quan điểm mới mẻ. Alpha Centauri là trò chơi Firaxis đầu tiên có người thử nghiệm beta công khai.
Cuối cùng, Brian Reynold đã thảo luận về việc sử dụng bản demo trong quá trình phát triển. Ban đầu là một công cụ tiếp thị được phát hành trước trò chơi, họ bắt đầu nhận phản hồi. Họ đã có thể kết hợp nhiều đề xuất vào phiên bản bán lẻ. Theo Brian Reynold, họ đã cải thiện giao diện của trò chơi, thêm một vài tính năng mới và sửa một vài trục trặc. Họ cũng cải thiện một số quy tắc, tinh chỉnh cân bằng trò chơi và cải thiện AI. Cuối cùng, ông nói thêm rằng họ tiếp tục thêm các bản vá để cải thiện trò chơi sau khi trò chơi được phát hành. Trong những tháng trước khi phát hành Alpha Centauri, nhà sản xuất đa phương tiện Michael Ely đã viết 35 tập hàng tuần của Journey to Centauri mô tả chi tiết về nhiệm vụ của U.N. cho Alpha Centauri.

### Alien Crossfire
Một tháng sau khi Alpha Centauri phát hành tháng 2 năm 1999, nhóm Firaxis bắt đầu làm việc với gói mở rộng, Alien Crossfire của Sid Meier. Alien Crossfire có bảy phe mới (hai phe không phải là con người), công nghệ mới, cơ sở mới, dự án bí mật mới, dạng sống ngoài hành tinh mới, khả năng đặc biệt của đơn vị mới, điều kiện chiến thắng mới (bao gồm cả "Chiến thắng tiên tri" mới) và một số bổ sung khái niệm và chiến lược. Nhóm phát triển bao gồm Train với tư cách là nhà sản xuất và thiết kế, Chris Pine là lập trình viên, Jerome Atherholt và Greg Foertsch là các nghệ sĩ, và Doug Kaufman là đồng thiết kế và cân bằng trò chơi.
Nhóm nghiên cứu đã xem xét một số ý tưởng, bao gồm cả việc quay trở lại trái đất hậu tận thế và chinh phục một hành tinh khác trong hệ thống Alpha Centauri, trước khi quyết định giữ danh hiệu mới trên Hành tinh. Tiền đề cho phép họ trộn lẫn và kết hợp các nhân vật cũ và mới và đi sâu vào những bí ẩn của các tảng đá nguyên khối và người ngoài hành tinh. Sự lạc hậu đã phát triển nhanh chóng, và cuộc xung đột chính tập trung vào sự trở lại của cư dân ngoài hành tinh gốc. Ý tưởng về con người vô tình bị cuốn vào một cuộc nội chiến ngoài thế giới tập trung vào câu chuyện.
Train muốn cải thiện các khía cạnh "xây dựng", cảm thấy rằng thể loại game thần luôn bị nghiêng rất nhiều về phía cuối "Chinh phục" của quang phổ. Ông muốn cung cấp cho các "nhà xây dựng" các công cụ để xây dựng một đế chế trước sự cạnh tranh gay gắt. Cộng đồng mạng cung cấp phản hồi "vô giá".  "Lời kêu gọi tính năng" đầu tiên đã được đăng vào khoảng tháng 4 năm 1999 và đã tạo ra Hệ thống phòng thủ Fletchette, Tăng cường thuật toán và Nethack Terminus.
Nhóm đã có một số mục tiêu: các phe phái không nên bị "khóa" trong các chiến lược nhất định; Người chơi nên có những điều thú vị để làm mà không làm mất cân bằng trò chơi và các phe phái phải vui vẻ để chơi. Nhóm nghiên cứu tin rằng "sự lạnh lùng" của người ngoài hành tinh Tiên sinh sẽ quyết định sự thành công hay thất bại của Alien Crossfire. Họ cố gắng làm cho họ cảm thấy khác biệt đáng kể khi chơi, nhưng vẫn tương thích với các cơ chế trò chơi hiện có. Cuối cùng, các nhà phát triển đã cung cấp cho người ngoài hành tinh Battle Ogres, một cuộc khảo sát Hành tinh, nghiên cứu không mù quáng và các thế lực khác để tạo ra "một chủng tộc khó chịu và mạnh mẽ sẽ lấy sức mạnh tổng hợp của loài người để hạ bệ họ". Chris Pine đã sửa đổi AI để tính đến các bổ sung. Nhóm nghiên cứu cũng sử dụng tác phẩm nghệ thuật, hiệu ứng âm thanh, âm nhạc và văn bản ngoại giao để tách biệt người ngoài hành tinh. Khác với người ngoài hành tinh, Cướp biển tỏ ra là phe khó khăn nhất để cân bằng vì sự khởi đầu đại dương của họ mang lại cho họ những lợi thế to lớn.
Sau khi hoàn thành, nhóm nghiên cứu cảm thấy rằng Alien Crossfire nằm ở đâu đó giữa bản mở rộng và phần tiếp theo đầy đủ. Trong những tháng trước khi phát hành Alien Crossfire, nhà sản xuất đa phương tiện Michael Ely đã viết 9 tập của Centauri: Destination, giới thiệu các phe phái Alien Crossfire. Trò chơi ban đầu có một hoạt động sản xuất duy nhất. Electronic Arts đã gói Alpha Centauri và Alien Crossfire trong Gói hành tinh Alpha Centauri năm 2000 và đưa cả hai trò chơi vào Bộ sưu tập máy tính xách tay vào năm 2003. Vào năm 2000, cả Alpha Centauri và Alien Crossfire đều được Aspyr Media chuyển sang Hệ điều hành Mac cổ điển và Loki Software.

## Tiếp nhận
Alpha Centauri đã nhận được nhiều lời khen ngợi từ sự phát hành của nó, với các nhà phê bình bày tỏ sự tôn trọng đối với phả hệ của trò chơi, đặc biệt là của Reynold và Meier. Các trang web tổng hợp đánh giá trò chơi video GameRankings và Metacritic, thu thập dữ liệu từ nhiều trang web đánh giá, được liệt kê lần lượt là 92% và 89%. Trò chơi được ưu ái so với tựa game trước đây của Reynold, Civilization II, và Rawn Shah của IT World Canada ca ngợi việc mở rộng cho một cốt truyện "đáng tin cậy". Tuy nhiên, bất chấp sự tiếp nhận quan trọng của nó, nó đã bán được ít bản sao nhất trong tất cả các trò chơi trong sê-ri Văn minh. Nó đã bán được hơn 100.000 bản trong hai tháng đầu phát hành. Tiếp theo là 50.000 bản vào tháng 4, tháng 5 và tháng 6. Tại Hoa Kỳ, Alpha Centauri là trò chơi máy tính bán chạy thứ mười trong nửa đầu năm 1999. Chỉ riêng doanh số bán hàng tại quốc gia này đã đạt tới 224.939 bản vào cuối năm 1999, và tăng lên 281.115 chiếc vào tháng 9 năm 2000.

### Phản ứng phê phán
Trò chơi đã thể hiện tốt tại Triển lãm Giải trí Điện tử năm 1998 (E3).  Walter Morbeck của GameSpot nói rằng Alpha Centauri "còn hơn cả vật lý công nghệ cao và những cách mới để thổi bùng lên nhau", và trò chơi sẽ có những người ngoài hành tinh thực tế. Terry Coleman của Thế giới trò chơi máy tính dự đoán rằng Alpha Centauri sẽ là "một cú hích lớn" khác. OGR đã trao tặng nó "Trò chơi chiến lược hứa hẹn nhất" và là một trong 25 trò chơi hàng đầu của E3 '98. Trong một cuộc bỏ phiếu của 27 nhà báo từ 22 tạp chí chơi game, Alpha Centauri đã giành giải "Chiến lược dựa trên lượt tốt nhất" của Giải thưởng E3 Show. Aaron John Loeb, Chủ tịch Ủy ban Giải thưởng, cho biết "đối với những người hiểu được sự phức tạp, kỳ quan, vinh quang của" tòa nhà văn hóa ", đây là trò chơi đáng để bỏ qua."
Cốt truyện khoa học viễn tưởng của Alpha Centauri nhận được đánh giá cao; IGN coi trò chơi là một ngoại lệ đối với các tác phẩm khoa học viễn tưởng trên PC, và GamePro đã so sánh cốt truyện với các tác phẩm của các nhà văn Stanley Kubrick và Isaac Asimov. J.C. Herz của tờ New York Times cho rằng trò chơi này là cuộc hôn nhân của SimCity và Frank Herbert's Dune. Dan Morris của GamePro cho biết "Khi chiến dịch chơi đơn phát triển đến trận đấu cuối cùng của nó, sự phân nhánh của những khám phá lý thuyết cuối cùng đã nâng Alpha Centauri từ trò chơi chiến lược vĩ đại lên sử thi khoa học viễn tưởng." Game Revolution nói:, thế giới khoa học viễn tưởng đáng ngưỡng mộ, kịch bản được hiện thực hóa đầy đủ và lối chơi cốt lõi chất lượng chắc chắn sẽ làm hài lòng. Edge ca ngợi sự độc đáo của biểu cảm nói rằng đó là" cách kể chuyện đồng thuận, lỗi thời đã từng thu hút mọi người ASCII. Các nhà lãnh đạo viết và phe phái trong trò chơi cũng được đón nhận vì sự đáng tin cậy, đặc biệt là diễn xuất bằng giọng nói. Nhà phê bình GameSpot Denny Atkin gọi phe phái và khả năng của họ Alpha Centauri là "khía cạnh ấn tượng nhất". Greg Tito của The Escapist nói, "thiên tài của trò chơi là cách nó hoàn hảo pha trộn văn bản tuyệt vời của nó với các yếu tố chiến lược."

Lối chơi theo lượt của Alpha Centauri, bao gồm các cây công nghệ và chiến tranh phe phái, thường được so sánh với Civilization và Civilization II. Pete Hines của Adrenaline Vault nói: "Mặc dù Alpha Centauri là mùa xuân tiến hóa của [Civilization] và [Civilization II], nhưng nó không phải là [Civilization II] trong không gian. Mặc dù sự so sánh là không thể tránh khỏi vì dòng dõi, nhưng nó vẫn không thể tránh khỏi. thiển cận.Edge năm 2006 đã ca ngợi" sự tinh tế lớn hơn của Alpha Centaur như một trò chơi chiến lược. IGN nói" Alpha Centauri là một trò chơi hay hơn Civilization II, nó sâu sắc, phong phú, bổ ích, kích thích tư duy hầu như mọi cách. Nhà phê bình của Game Revolution tỏ ra ít hào hùng hơn, nói rằng" Alpha Centauri ít nhất là một trò chơi tốt như Civilization 2. Nhưng đó là điểm tương đồng lớn nhất cũng gây bất lợi nhất. Alpha Centauri đơn giản là không làm điều đó. đủ mới, nó chỉ không đổi mới đủ để kiếm điểm cao hơn. Khả năng tạo các đơn vị tùy chỉnh đã được khen ngợi, cũng như độ sâu của cây công nghệ. Trí thông minh nhân tạo của các phe phái do máy tính điều khiển, có tính thích ứng và sự tinh tế trong hành vi, đã được đưa ra những bình luận trái chiều; một số nhà phê bình cho rằng nó hiệu quả và hợp lý, trong khi những người khác thấy nó khó hiểu hoặc thất thường. Edge đã thất vọng về khả năng ngoại giao của trò chơi, nhận thấy "không nhiều hơn và không ít hơn mong đợi từ thể loại này" và không hài lòng với "việc không thể phát ra bất kỳ ý nghĩa thực sự nào về mối quan hệ hoặc diễn ngôn hợp lý." 
Nếu bạn đang tìm kiếm kẹo mắt vô cớ, thì rõ ràng bạn đang ở sai vị trí. Đồ họa của Alpha Centauri khá tốt, nhưng họ sẽ không khiến ai phải ngồi dậy và chú ý.
- Bob Colayco, FiresSquad
Đồ họa của trò chơi đã được thừa nhận rộng rãi là trên mức trung bình tại thời điểm phát hành, nhưng không mang tính cách mạng. Bản đồ và giao diện của nó được coi là chi tiết và phù hợp với chủ đề không gian, nhưng trò chơi được phát hành với bảng màu hạn chế. Các đoạn phim cắt cảnh trong trò chơi, đặc biệt là video chuyển động đầy đủ đi kèm với những tiến bộ công nghệ, được khen ngợi về chất lượng và sự đổi mới. Âm thanh và âm nhạc của Alpha Centaur nhận được những bình luận tương tự; FiresSquad nói "[Chất lượng hiệu ứng âm thanh] theo cùng một dòng với đồ họa đơn vị - không quá lộng lẫy nhưng đủ để hoàn thành công việc."
Thế hệ tiếp theo đã xem xét phiên bản PC của trò chơi, đánh giá năm sao trong số năm và tuyên bố rằng "Sid Meier tạo ra một kiệt tác khác trong trò chơi này, nhìn thoáng qua, trông có vẻ quá quen thuộc."
Alpha Centauri đã giành được một số giải thưởng Trò chơi của năm, bao gồm cả những giải thưởng từ Denver Post và Toronto Sun. Nó cũng đã giành được giải thưởng "Trò chơi chiến lược theo lượt" của GameSpot. Viện Hàn lâm Khoa học & Nghệ thuật Tương tác đã gọi Alpha Centauri là trò chơi chiến lược hay nhất trong năm vào năm 2000, Alpha Centauri đã giành giải thưởng Nguồn gốc cho Trò chơi Máy tính Chiến lược hay nhất năm 1999. Các biên tập viên của PC Gamer US đã đặt tên cho Alpha Centauri là "Trò chơi chiến lược theo lượt tốt nhất" năm 1999 của họ và đã viết rằng nó "đặt ra một tiêu chuẩn mới cho thể loại đáng kính này." điểm số cao nhất tính đến năm 2019 (98%), cùng với Half Life 2 và Crysis, vượt qua điểm số của Civilization II (97%).  Alien Crossfire là giải nhì cho giải thưởng "Add-on of the Year" năm 1999 của Computer Games Strategic Plus, cuối cùng đã thuộc về Heroes of Might and Magic III: Armageddon's Blade.

## Di sản
Không có phần tiếp theo trực tiếp ngoài Alien Crossfire, điều mà nhà văn Greg Tito gán cho Reynold rời Firaxis vào năm 2000 để tạo thành Big Huge Games.  Nhà sản xuất Alien Crossfire và nhà thiết kế chính Timothy Train rời Firaxis cùng Reynold.
Nhiều tính năng được giới thiệu trong Alpha Centauri đã được chuyển sang các tựa game Civilization tiếp theo; Khi phát hành, Civilization III đã được so sánh tiêu cực với Alpha Centauri,  có đặc điểm Văn minh gợi nhớ đến các phần thưởng và hình phạt của phe phái. Hệ thống chính phủ trong Civilization IV gần giống với Alpha Centauri, và Civilization V bao gồm một điều kiện chiến thắng mới: hoàn thành 'Dự án Utopia', gợi nhớ đến dự án bí mật Ascent to Transcendence.
Tạp chí Edge lưu ý rằng Alpha Centauri vẫn "được đánh giá cao" vào năm 2006. Tạp chí Escapist đã đánh giá trò chơi vào năm 2014 và lưu ý rằng "Alpha Centauri vẫn có thể chơi được. Nó vẫn có hương vị độc đáo không giống bất cứ thứ gì khác".
Một thập kỷ sau khi phát hành Phần mềm bán hết và GOG.com đã phát hành lại trò chơi để bán hàng trực tuyến. Civilization: Beyond Earth, phần tiếp theo tâm linh của Alpha Centauri, được Firaxis công bố vào tháng 4 năm 2014 và phát hành vào ngày 24 tháng 10 năm 2014; một vài trong số những người đã làm việc trên Alpha Centauri đã giúp phát triển tiêu đề mới. Tuy nhiên, một đánh giá trong Polygon lưu ý rằng trong khi trò chơi mới có đồ họa tốt hơn, câu chuyện của nó không thể cạnh tranh với bản gốc, một tình cảm đã lặp lại bởi một đánh giá khác trong PC Gamer.  Một người khác ở Endgadget lưu ý "với tư cách là người kế thừa tinh thần cho Alpha Centauri của Sid Meier, tuy nhiên, đó là một sự thất vọng về tỷ lệ cắt giảm".
Sau khi phát hành bản mở rộng, nhà sản xuất đa phương tiện Michael Ely đã viết một bộ ba tiểu thuyết dựa trên trò chơi. Họa sĩ minh họa Rafael Kayanan cũng đã viết một cuốn tiểu thuyết đồ họa có tựa đề Alpha Centauri: Sức mạnh của những con giun. Steve Jackson Games đã xuất bản GURPS Alpha Centauri, một cuốn sách nhỏ cho trò chơi nhập vai GURPS lấy bối cảnh vũ trụ Alpha Centauri.